# 52421 Daihoji
52421 Daihoji è un asteroide della fascia principale. Scoperto nel 1994, presenta un'orbita caratterizzata da un semiasse maggiore pari a 3,1253971 UA e da un'eccentricità di 0,1817291, inclinata di 22,23037° rispetto all'eclittica.
L'asteroide è dedicato all'omonima località giapponese, situata nella parte nord della città di Kumakōgen.